# Daniele Mazzone
Daniele Mazzone (ur. 4 czerwca 1992 w Chieri) – włoski siatkarz, reprezentant kraju, grający na pozycji środkowego. 

## Sukcesy klubowe
Liga Mistrzów:
- 2016

Klubowe Mistrzostwa Świata:
- 2016

Puchar CEV:
- 2017

Liga włoska:
- 2017

Superpuchar Włoch:
- 2018

## Sukcesy reprezentacyjne
Igrzyska Śródziemnomorskie:
- 2009

Mistrzostwa Europy:
- 2013

Liga Światowa:
- 2013

Puchar Wielkich Mistrzów:
- 2017